# 2012年倫敦市長選舉
2012年倫敦市長選舉於5月3日舉行，選出英國倫敦市長。倫敦議會選舉亦在同日舉行。保守黨籍的現任市長鲍里斯·约翰逊成功連任，而尋求第三個市長任期的工黨籍肯·利文斯通則未能再任市長。

## 結果
是次選舉投票率為38.1%，比上屆的45.33%為低。選舉結束後的午夜，當局宣布約翰遜勝出。
|  |  |  |

|  |  |  |

|  |  |  |

|  |  |  |

|  |  |  |

|  |  |  |

|  |  |  |

## 背景
2008年市長選舉，約翰遜擊敗時任市長肯·利文斯通，主因是失去游離選民和倫敦遠郊的市民支持。該次市長選舉亦是2008年地方選舉的一部分，當年工黨整體而言表現欠佳。

## 候選人及遴選過程

### 保守黨

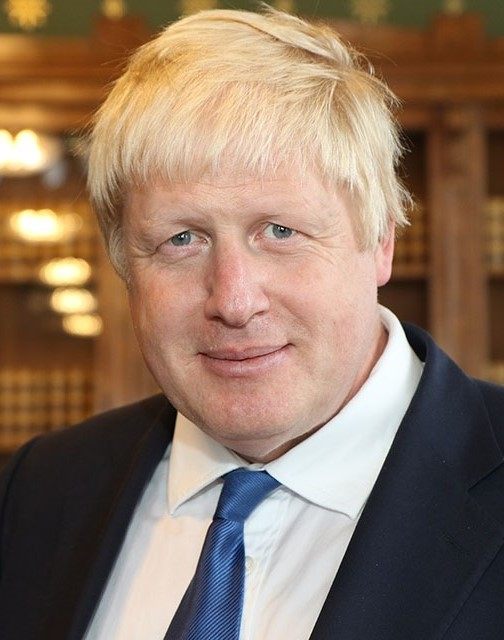
鲍里斯·约翰逊

有媒體曾報道約翰遜與保守黨領導層和保守黨控制的中央政府關係欠佳，或會引致約翰遜競選國會議席，而放棄尋求連任市長。不過在2010年9月10日，約翰遜宣布有意尋求連任。至10月14日，約翰遜終於獲一致同意代表保守黨出選。

### 工黨

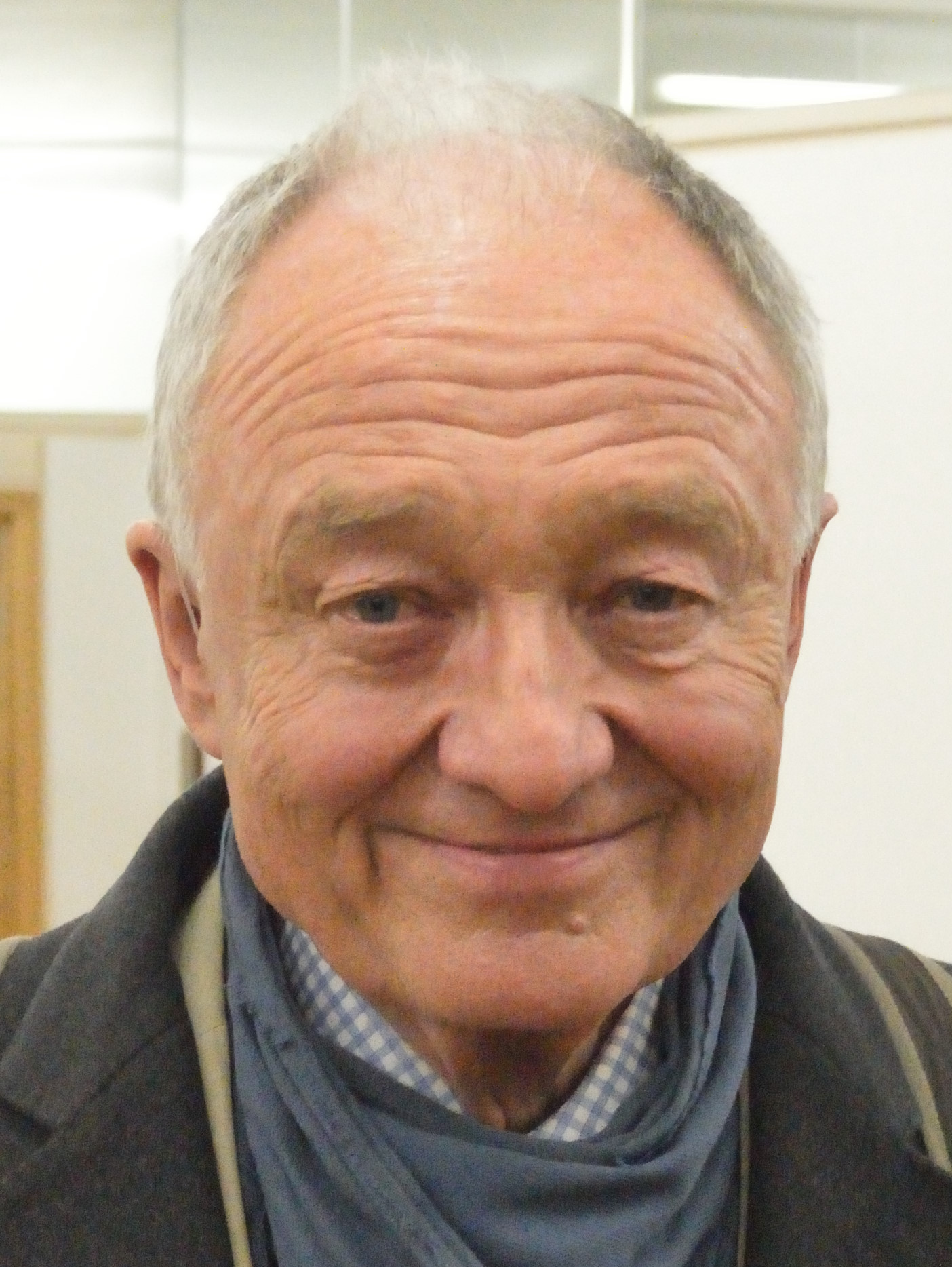
肯·利文斯通

工黨的遴選是由選舉人團選出，其中一半是倫敦的工黨黨員的票數，另一半是工黨附屬組織的票數。選票在2010年9月上旬開始派發，同月24日宣佈結果。原先有4人競逐黨內提名，分別是肯·利文斯通、奧娜·金、斯頓·杜陵和伊曼紐爾·奧科羅。
多名工黨政客，包括簡世德、詹姆斯·波內爾、蘇加勳爵、莊翰生、托尼·麥克諾提和大衛·拉米都被認為是潛在候選人，但最終均沒有參選。利文斯通早在2009年3月就宣佈有意重拾市長職位，更表明若未能取得工黨提名，將會以無黨籍身分出選，如2000年選舉般。
黨內初選前夕，利文斯通得到GMB及Unite工會，以及倫敦議會中大多數工黨議員的支持。
9月24日，工黨宣布利文斯通擊敗金氏，而取得黨內提名。
| 候選人 | 候選人      | 黨員（50%） | 附屬組織（50%） | 最終成績 |
| ------ | ----------- | ----------- | --------------- | -------- |
|        | 肯·利文斯通 | 66.0%       | 71.2%           | 68.6%    |
|        | 奧娜·金     | 34.0%       | 28.8%           | 31.4%    |

### 自民黨

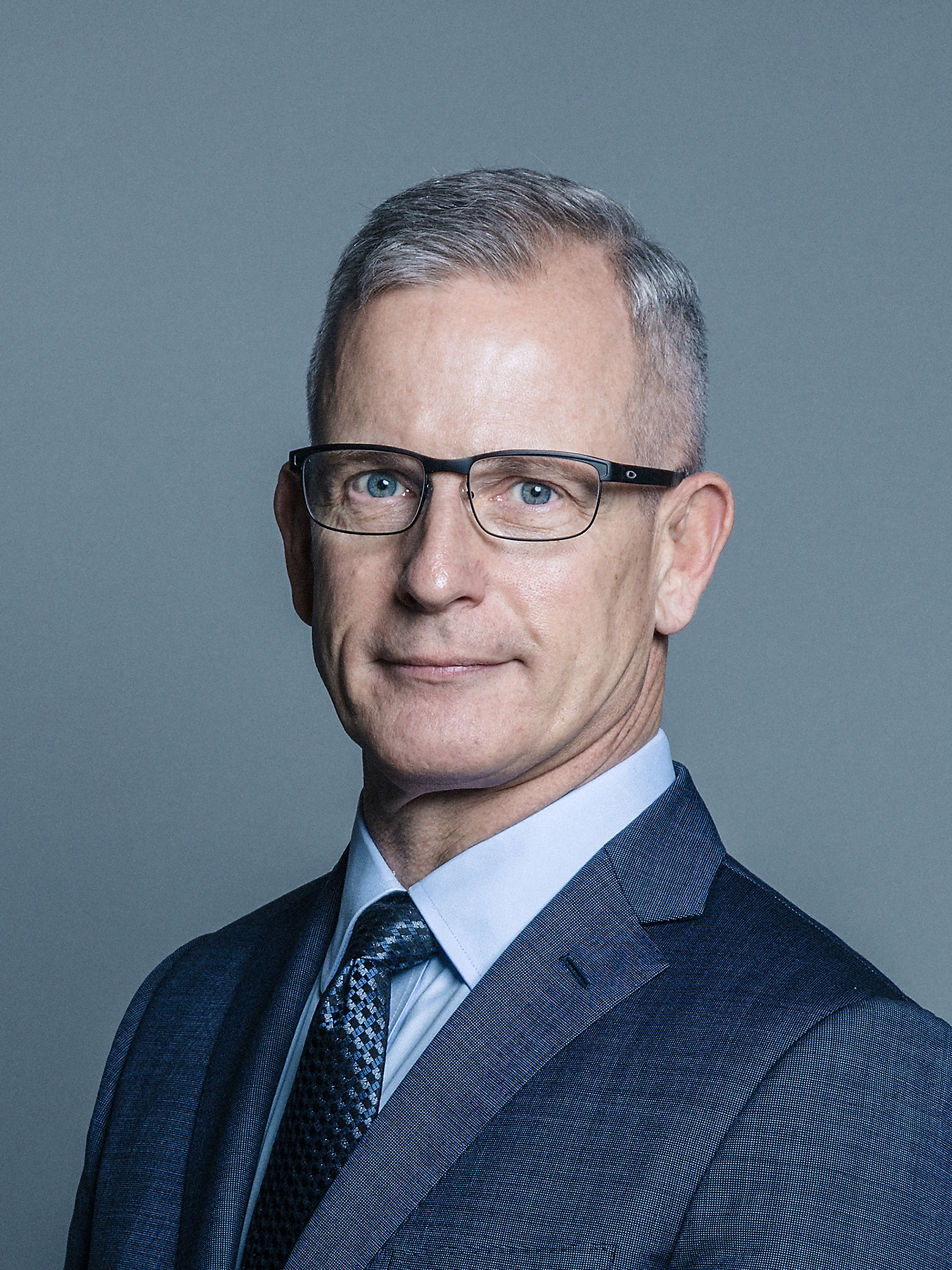
布賴恩·帕迪克

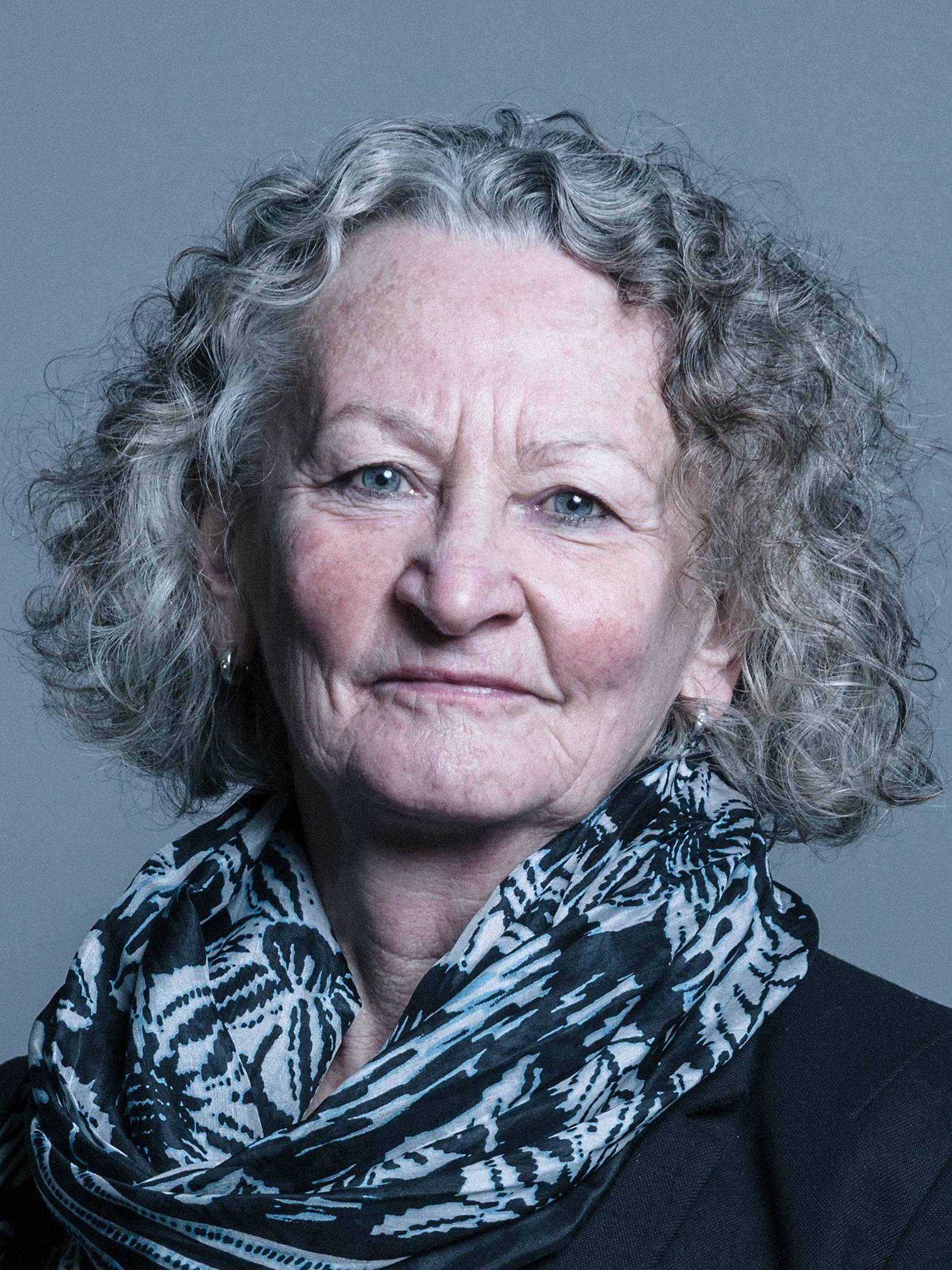
珍妮·瓊斯

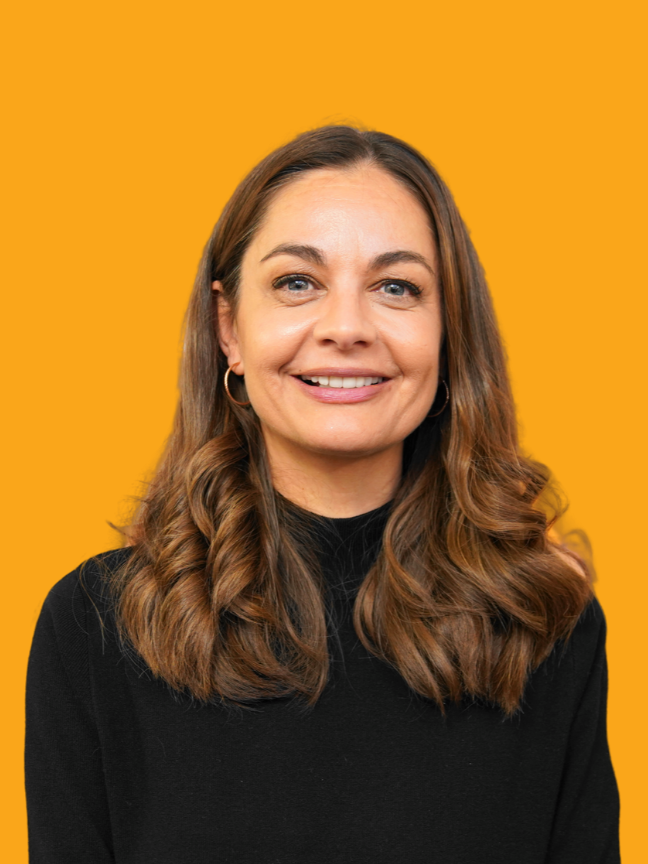
西巴·貝妮塔

2010年9月初，自由民主黨開始接受黨內提名。蒙哥馬利郡下議員林位元·奧匹克在2010年6月表示有意代表黨出選，自治市議員杜華奈·布魯克斯亦是。10月15日，自民黨決定押後12個月公佈黨的候選人。
2011年7月12日，自民黨公佈初選入圍名單，一共有4名候選人：
- 林位元·奧匹克
- 布賴恩·帕迪克（2008年市長選舉候選人，曾任倫敦警務處副助理處長）
- 布萊恩·海利（哈林蓋市議會議員，2010年1月由工黨轉投自民黨[20]）
- 邁克·塔佛（英语：Mike Tuffrey）（2006至10年期間為倫敦議會自民黨黨團領袖）。

未能入圍的帕特里克·施里特向高等法院提出訴訟，高院認為遴選過程公平且合法，因而被判敗訴。結果最終在9月2日公佈。 
| 党派   | 党派              | 候选人        | 得票数 | 百分比 |
| ------ | ----------------- | ------------- | ------ | ------ |
|        | 自由民主党 (英国) | 布賴恩·帕迪克 | 1,289  | 41.7   |
|        | 自由民主党 (英国) | 邁克·塔佛     | 1,232  | 39.9   |
|        | 自由民主党 (英国) | 布萊恩·海利   | 316    | 10.2   |
|        | 自由民主党 (英国) | 林位元·奧匹克 | 252    | 8.2    |
| 投票率 | 投票率            | 投票率        | %      | %      |

| 政党   | 政党              | 候选人        | 票数  | %    | ±     |
| ------ | ----------------- | ------------- | ----- | ---- | ----- |
|        | 自由民主党 (英国) | 布賴恩·帕迪克 | 1,567 | 51.5 | +9.8% |
|        | 自由民主黨        | 邁克·塔佛     | 1,476 | 48.5 | +8.6% |
|        |                   | 白票          | 46    | –    | –     |
| 多数票 | 多数票            | 多数票        | 50    | 3.0  |       |
| 投票率 | 投票率            | 投票率        | 3,089 |      |       |

### 綠黨
英格兰和威尔士绿党在2011年2月2日公布入圍名單，曾在2003年至2004年期間出任倫敦副市長的倫敦議會議員珍妮·瓊斯，以67%的得票率，擊敗大學講師沙赫拉拉·阿里和作家法里德·巴赫特，獲其他同黨議員推舉出選市長。

### 國家黨
2011年9月7日，英國國家黨宣布由倫敦議會議員卡洛斯·杰拉多·科蒂格里亞代表黨出戰市長。科蒂格里亞生於乌拉圭，有著西班牙和意大利的血統，1989年移民到英國。他曾以國家黨新聞主任的身份，參加RT电视台的堕胎電視辯論，以及曾參加2004年倫敦議會選舉。他在英國廣播公司國際頻道工作，並曾涉及外交及聯邦事務部的部分事務。

### 獨立黨
2011年6月2日，英國獨立黨執行主席向全體黨員發電郵，公佈黨內初選時間表和開始接受申請。獨立黨亦舉行網上調查，結果將影響初選最終成績。6名候選人分別為：大衛·科本、邁克爾·科比、邁克爾·麥高夫、保羅·奧克利、溫斯頓·麥堅時和勞倫斯·韋博。同年9月5日，韋博獲選為黨的提名人。
| 党派 | 党派       | 候选人        | 得票数   | 百分比   |
| ---- | ---------- | ------------- | -------- | -------- |
|      | 英國獨立黨 | 勞倫斯·韋博   | 沒有公佈 | 42       |
|      | 英國獨立黨 | 大衛·科本     | 沒有公佈 | 29       |
|      | 英國獨立黨 | 邁克爾·麥高夫 | 沒有公佈 | 7.4      |
|      | 英國獨立黨 | 溫斯頓·麥堅時 | 沒有公佈 | 7.4      |
|      | 英國獨立黨 | 邁克爾·科比   | 沒有公佈 | 沒有公佈 |
|      | 英國獨立黨 | 保羅·奧克利   | 沒有公佈 | 沒有公佈 |

### 無黨籍
前高級公務員西巴·貝妮塔以獨立候選人身份競逐市長。

## 競選

### 主要候選人
利文斯通遭到稅務醜聞纏身，他被指是一個偽善之人，斥責逃稅之人的同時卻意圖減低稅務款項。有指利文斯通叫他的會計師將媒體工作的收入轉移至一間私人公司，以逃避50%的稅率。而隨著利文斯通指控約翰遜也曾經用類似手法逃稅後，約翰遜和利文斯通之間的關係越趨緊張。在一場電台訪問過後，約翰遜曾大聲指責利文斯通：「你是一個他媽的大騙子，你是一個他媽的大騙子，你是一個他媽的大騙子」。
三月的YouGov民調指出：將近31%的工黨支持者不會投票給利文斯通，相反約翰遜的支持度高於保守黨。有專門講述工黨政治的網站認為，除非工黨將更多寶貴的競選時間和資源給予利文斯通讓他反擊醜聞，否則將無法解決越來越多的工黨支持者的疑慮。
工黨內部私下亦對利文斯通感到不滿，有不具名的議員認為黨內初選進行得太快，令其餘候選人都未準備好。工黨上議員蘇加勳爵呼籲選民不要投票給利文斯通，德西勳爵和溫斯頓勳爵亦有同意。
利文斯通的主要政綱包括大幅調低公共交通車費，但被人質疑有否足夠資金實行。

### 其他候選人

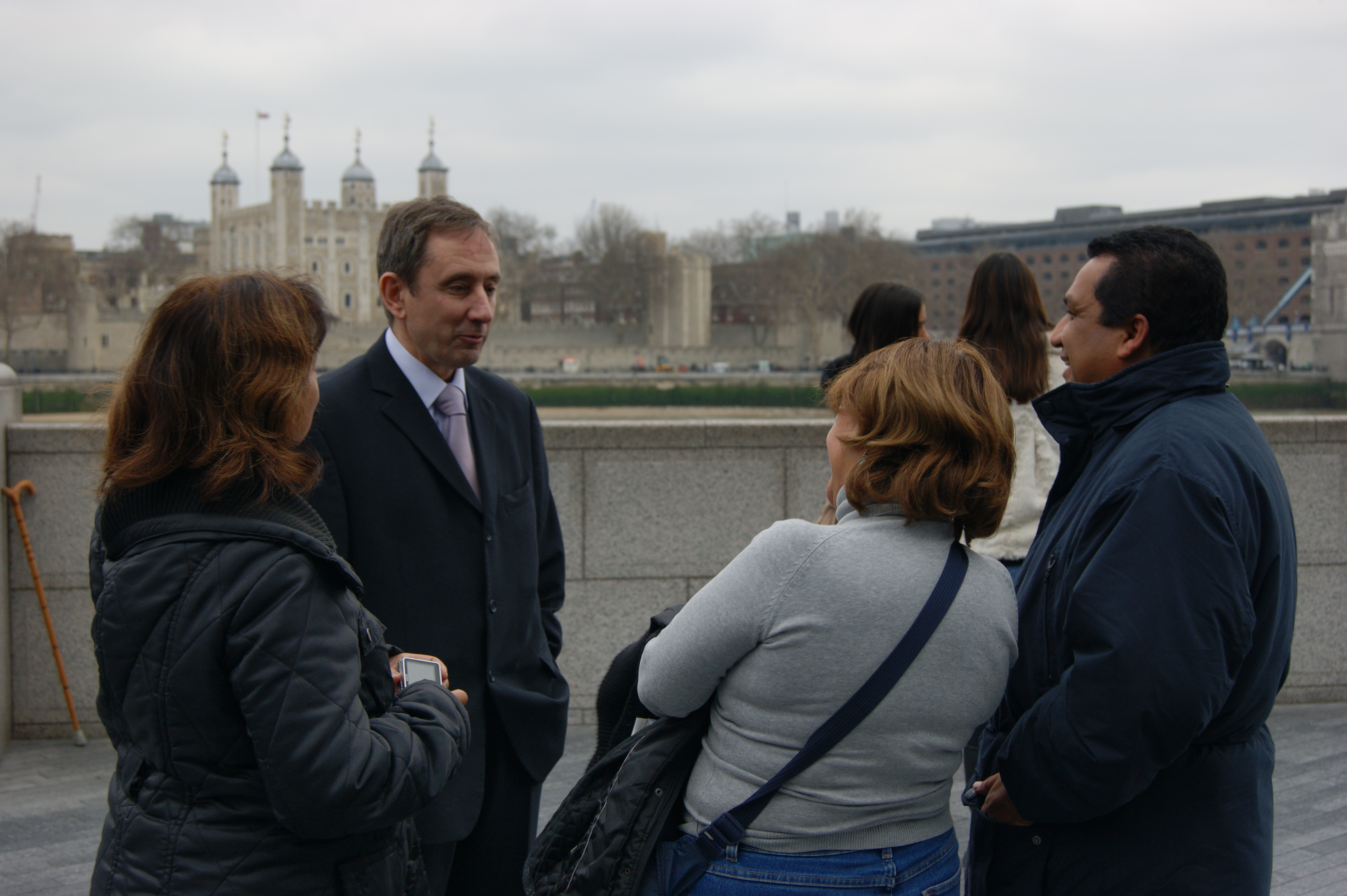
卡洛斯·科蒂格里亞與部分公眾人士對談

珍妮·瓊斯在2011年10月16日開始競選活動，並公布政黨宣言。
西巴·貝妮塔的支持者曾批評貝妮塔被排斥，而未能參與多場辯論。
勞倫斯·韋博在提名表格上的介紹為「倫敦的新選擇」，而非「英國獨立黨：倫敦的新選擇」，不過仍然印有獨立黨黨徽。《新政治家》透露此乃因為獨立黨忘記將黨名寫在提名表格上，引致如此失誤。據報黨魁奈杰尔·法拉奇對此感到憤怒，認為如此的糟糕令獨立黨流失部分選票。
卡洛斯·科蒂格里亞的主要政綱包括，市民能在週末免費乘搭公共交通工具，以及調高利器傷人罪行的最輕刑罰至判囚5年。不過，科蒂格里亞在2003年的一次訪問引起了爭議。他表示與阿根廷有情感聯繫，曾在1982年自願去福克蘭群島，被視為福克蘭戰爭中反對英國。2011年，科蒂格里亞表示曾在《民族報》為阿根廷出征的指控為「極左派的捏造」。科蒂格里亞解釋，加入國家黨是希望幫助維護自由、價值觀和傳統，想償還這個對我和我的家人如此友善的國家。

### 表態支持

#### 個人

##### 利文斯通
- 柏莉·湯因比（英语：Polly Toynbee），記者、作家[54]
- 丹尼·里奇（英语：Danny Rich (rabbi)），拉比、英國犹太教自由派行政總裁[55]
- 喬治·加洛韋，國會議員[56]
- 邁赫迪·哈桑，政治記者、評論員、作家[57]
- 理察·羅傑斯，建築師[58]
- 盧特富·拉曼（英语：Lutfur Rahman (politician)），塔村區無黨籍市長
- 奧雲·鍾斯（英语：Owen Jones (writer)），報章專欄作家、評論員、作家[59]
- 史特夫·理查茲（英语：Steve Richards），電視節目主持人、報章專欄作家[60]

##### 約翰遜
- 丹·霍奇斯（英语：Dan Hodges），工黨黨員、報章專欄作家[61]

#### 報章
| 報章         | 支持黨派 | 支持黨派 |
| ------------ | -------- | -------- |
| 每日镜报     |          | 工黨     |
| 衛報         |          | 工黨     |
| 星期日電訊報 |          | 保守黨   |
| 经济学人     |          | 保守黨   |
| 倫敦旗幟晚報 |          | 保守黨   |
| City A.M.    |          | 保守黨   |

### 次選投票意向
由於市長選舉採用的是補充投票制，選民可以有首選和次選。部分候選人會建議支持者如何運用次選。綠黨建議支持者將利文斯通放在第二，因為瓊斯曾是利文斯通的副手。約翰遜競選陣營形容，利文斯通計劃與綠黨組成聯盟。
英國獨立黨在選舉初期鼓勵選民將貝妮塔放為次選，但後來改為支持約翰遜，認為貝妮塔有「新工黨」的傾向。自民黨就強調「不會教選民如何運用次選」。國家黨的科蒂格里亞表示將會把次選票給予利文斯通。

### 圖表總結

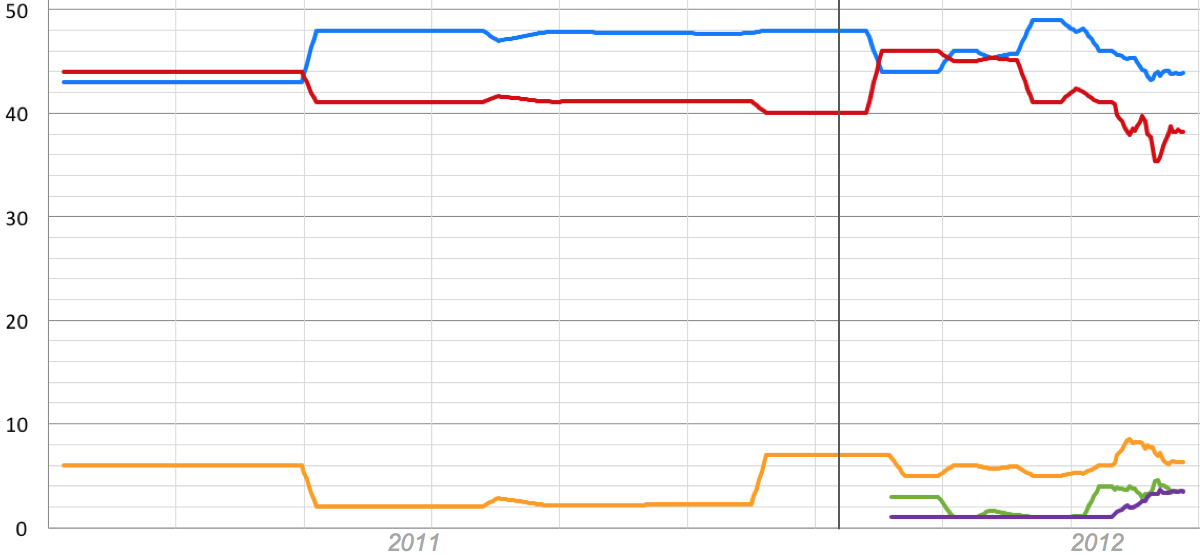
約翰遜
利文斯通
帕迪克
瓊斯
韋博

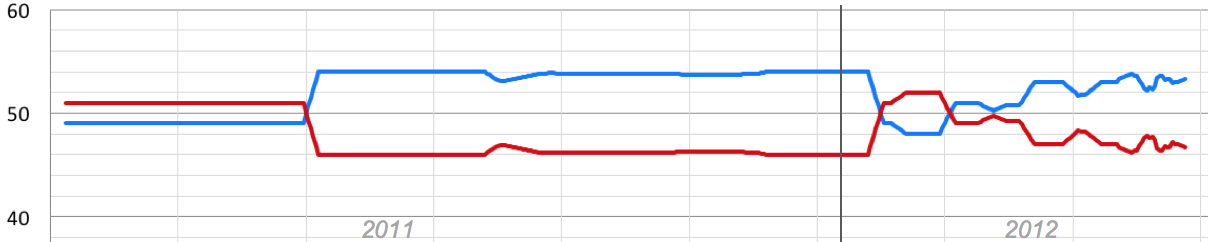
約翰遜
利文斯通

## 民意調查

### 2012年
| 日期           | 民調機構                        | 訪問人數  | 首選投票 | 首選投票 | 首選投票 | 首選投票 | 首選投票   | 首選投票 | 首選投票 | 最終投票 | 最終投票 |
| 日期           | 民調機構                        | 訪問人數  | 約翰遜   | 利文斯通 | 帕迪克   | 瓊斯     | 科蒂格里亞 | 韋博     | 貝妮塔   | 约翰逊   | 利文斯通 |
| -------------- | ------------------------------- | --------- | -------- | -------- | -------- | -------- | ---------- | -------- | -------- | -------- | -------- |
| 5月3日         | 選舉結果（页面存档备份，存于）  | 2,208,475 | 44.0%    | 40.3%    | 4.2%     | 4.5%     | 1.3%       | 2.0%     | 3.8%     | 51.5%    | 48.5%    |
| 4月30日–5月3日 | YouGov（页面存档备份，存于）    | 2,119     | 43%      | 38%      | 7%       | 3%       | 1%         | 4%       | 4%       | 53%      | 47%      |
| 4月27–29日     | YouGov（页面存档备份，存于）    | 1,231     | 44%      | 41%      | 6%       | 3%       | 1%         | 3%       | 3%       | 52%      | 48%      |
| 4月27–29日     | Populus（页面存档备份，存于）   | 1,500     | 46%      | 34%      | 5%       | 6%       | 1%         | 3%       | 5%       | 56%      | 44%      |
| 4月18–24日     | Survation（页面存档备份，存于） | 1,443     | 42%      | 31%      | 10%      | 4%       | 4%         | 5%       | 3%       | 55%      | 45%      |
| 4月23–25日     | ComRes（页面存档备份，存于）    | 1,443     | 45%      | 36%      | 5%       | 6%       | 2%         | 2%       | 3%       | 53%      | 47%      |
| 4月20–22日     | YouGov（页面存档备份，存于）    | 1,138     | 43%      | 41%      | 8%       | 2%       | 1%         | 3%       | 3%       | 51%      | 49%      |
| 4月12–16日     | TNS-BMRB（页面存档备份，存于）  | 1,008     | 45%      | 35%      | 11%      | 5%       | 1%         | 2%       | -        | 55%      | 45%      |
| 4月13–15日     | YouGov（页面存档备份，存于）    | 1,060     | 45%      | 40%      | 7%       | 2%       | 1%         | 3%       | 2%       | 53%      | 47%      |
| 4月2–5日       | ComRes（页面存档备份，存于）    | 1,003     | 46%      | 41%      | 6%       | 4%       | 1%         | 1%       | 0%       | 53%      | 47%      |
| 3月12–15日     | YouGov（页面存档备份，存于）    | 1,226     | 49%      | 41%      | 5%       | 1%       | 0%         | 1%       | -        | 53%      | 47%      |
| 2月7–10日      | YouGov（页面存档备份，存于）    | 1,106     | 46%      | 45%      | 6%       | 1%       | 1%         | 1%       | -        | 51%      | 49%      |
| 1月19–21日     | ComRes（页面存档备份，存于）    | 1,106     | 44%      | 46%      | 5%       | 3%       | 1%         | 1%       | -        | 48%      | 52%      |
| 1月10–16日     | YouGov（页面存档备份，存于）    | 1,349     | 44%      | 46%      | 7%       | -        | -          | -        | -        | 49%      | 51%      |

### 2011年
| 日期       | 民調機構                     | 訪問人數 | 首選投票 | 首選投票 | 首選投票 | 首選投票 | 最終投票 | 最終投票 |
| 日期       | 民調機構                     | 訪問人數 | 約翰遜   | 利文斯通 | 帕迪克   | 其他     | 约翰逊   | 利文斯通 |
| ---------- | ---------------------------- | -------- | -------- | -------- | -------- | -------- | -------- | -------- |
| 11月27日   | ComRes（页面存档备份，存于） | 未知     | 48%      | 40%      | 7%       | 4%       | 54%      | 46%      |
| 6月7–9日   | YouGov（页面存档备份，存于） | 1,215    | 48%      | 41%      | 2%       | 9%       | 54%      | 46%      |
| 3月17–21日 | ComRes（页面存档备份，存于） | 1,003    | 43%      | 44%      | 6%       | 7%       | 49%      | 51%      |

1. ↑  稱為「自民黨候選人」
2. ↑  稱為「自民黨候選人（有待確定）」

## 外部鏈結
- London Elects homepage（页面存档备份，存于）
- City Mayors guide to the race（页面存档备份，存于）